# علی‌آباد (بخش مرکزی شاهرود)
علی‌آباد حاج تقی خان روستایی در دهستان دهملا بخش مرکزی شهرستان شاهرود استان سمنان ایران است.

## جمعیت
بر پایه سرشماری عمومی نفوس و مسکن در سال ۱۳۹۵ جمعیت این روستا ۲۶۵ نفر (۹۵خانوار) بوده‌است.